# Pertinence
La pertinence est la capacité d'un acte ou d'une information à contribuer à la résolution d'un problème.
Le jugement de pertinence, pour un individu, est préalable au traitement d'une information, et reste central dans tout processus de communication. L'être humain ne dépense l'énergie nécessaire à interpréter une communication que s'il l'estime pertinente.
Les critères de pertinence sont particuliers à chacun.
Dans les sciences de l'information et des bibliothèques, la pertinence des résultats, lors d'une requête à un système de gestion de base de données, est l'adéquation du résultat de la requête par rapport à l'attente de l'utilisateur. Le retour de pertinence utilise ses actions pour l'évaluer.
En droit, on évalue la pertinence d'une action — un soin médical, la présentation d'une preuve, la publication d'un règlement — par son effet sur l'objectif annoncé.

## Logique
En logique, la proposition « si énoncé_1 alors énoncé_2 » est vraie si énoncé_1 est faux ou si énoncé_1 et énoncé_2 sont tous deux vrais. Il faut qu'on puisse déterminer la vérité des énoncés — ce qui n'est pas toujours facile quand il s'agit de faits de langage — et la logique n'exige aucune relation de sens entre eux. Des logiciens comme Alan Ross Anderson (en) et Nuel Belnap (en) ont proposé une logique de la pertinence ((en) relevance logic (en)). D'une part, les énoncés doivent avoir un lien du point de vue de la signification, et d'autre part, l’énoncé_2 doit dépendre de l’énoncé_1, afin d'établir une relation d'implication.

## Théorie de la pertinence
Dan Sperber et Deirdre Wilson ont développé une théorie de la pertinence.